# Адо-Тымово
Адо-Тымово — село в Тымовском городском округе Сахалинской области России.

## География
Село находится на берегу реки Тымь, на расстоянии 31 км к северу от посёлка городского типа Тымовское, административного центра округа. 

## История
Село основано в 1894 году под названием Адо-Тым, на месте нивхского селения Адымы-во.

## Население
| 2002 | 2010 | 2013 | 2021 |
| ---- | ---- | ---- | ---- |
| 821  | ↘624 | ↘566 | ↘511 |

### Половой состав
Согласно результатам переписи 2002 года, в селе проживало 821 человек (421 мужчина и 400 женщин).

### Национальный состав
Согласно результатам переписи 2002 года, в национальной структуре населения русские составляли 92 % из 821 чел.

## Улицы
| - ул. Восточная, - ул. Дорожная, - ул. Зелёная, - ул. Новая, | - ул. Почтовая, - пер. Почтовый, - ул. Рыбзавод, - ул. Северная, | - ул. Советская, - ул. Торговая, - пер. Торговый, - ул. Тымовская. |

## Транспорт
Вблизи села расположена станция Адо-Тымово Сахалинского региона Дальневосточной железной дороги.